# Eissporthalle Sonthofen
Die Eissporthalle Sonthofen ist eine Eishalle in Sonthofen, Bayern. Sie ist der Heimspielort des ERC Sonthofen und wird in der Winterzeit mehrmals wöchentlich für den Schul- und Breitensport geöffnet.

## Geschichte
Nachdem schon seit den 1920er Jahren Eissport auf zwei Weihern in Sonthofen von der Jugend hobbymäßig betrieben wurde, öffnete die damalige Marktgemeinde Anfang der 1930er Jahre in den Wintermonaten das Freibad, um dort Eissport zu ermöglichen. Hierbei wurde eine Fläche von 95 m × 45 m zu einer Eisbahn präpariert und stellt den Beginn des Eishockey-Sport in Sonthofen dar.
Zu Zeiten des Zweiten Weltkriegs entstand erstmals auf dem Marktanger in Sonthofen ein Eislaufplatz, der vor allem von Eisstockschützen benutzt wurde. Nach Ende des Zweiten Weltkrieges gliederte sich dem damaligen größten Sportverein Sonthofens, dem TSV Sonthofen, eine Eishockeyabteilung an und der Marktanger wurde in den darauffolgenden Jahren zu einem Natureisstadion im Winter umgebaut. Dies war Grundlage dafür, der Sonthofener Jugend im Winter eine Bleibe zu geben und führte zu einem Eissport-Enthusiasmus in der Stadt.
Die damaligen Erfolge und der fortwährende Enthusiasmus in der Stadt führten 1958 zu dem Entschluss, einen Selbstständigen Eishockeyverein zu gründen und diesem an der Hindelanger Straße mit einem Kunsteisstadion eine neue Heimat zu geben. Am 2. Mai 1958 fand eine außerordentliche Generalversammlung der Eissport-Abteilung des TSV Sonthofen als Gründungsversammlung des Eishockey- und Rollhockey-Clubs Sonthofen e.V. statt. Die Gründung des ERC Sonthofen e.V. erfolgte einstimmig und am 19. Juni 1958 wurde dieser in das Vereinsregister eingetragen.
Während des Winters 1958/59 wurde, als das Natureisstadion am Marktanger noch im Betrieb war, das neue Kunsteisstadion errichtet. Unter Einsatz der Mitglieder, der Bundeswehr, von Bauleuten und von Fachleuten des THW, wie aus Spenden und öffentlichen Mitteln konnte das damals nicht überdachte Kunsteisstadion am 14. November 1959 eröffnet werden.
Im Jahre 1973 wurde das Stadion von der Stadt Sonthofen übernommen, die noch heute Eigentümer und Betreiber der Eissporthalle ist.
1982 fasste die Stadt Sonthofen den Beschluss, die Eissporthalle zu überdachen um die Attraktivität für Zuschauer zu erhöhen und den Spielbetrieb von der Witterung unabhängig zu machen. In Eigenarbeit stellten daraufhin Mitglieder und Förderer des ERC Sonthofen die beiden Hintertortribünen sowie die Haupttribüne vor der Überdachung her, die auch zu einem Großteil von Mitgliedern erbaut wurde. Das Stadion ist auch heute noch zu drei Seiten offen, lediglich die Gegentribüne, auf der das Vereinsheim, die Kabine der Heimmannschaft, zwei Kioske, die Bänke der Mannschaften sowie die Stadiongaststätte beheimatet sind, ist geschlossen. Zur Eröffnung fasste die Eishalle knapp 3200 Zuschauer. Der Zuschauerrekord liegt bei ca. 4000 Zuschauern in den 1980er und 1990er Jahren, bei dem regelmäßig bei Spielen gegen Vereine aus der Umgebung, z. B. dem Augsburger EV oder dem EV Füssen, das Stadion aus allen Nähten platzte.

## Aktuell
Aktuell wird die Eissporthalle nach wie vor vom ERC Sonthofen als Heimspielstätte benutzt, der aktuell in der Landesliga beheimatet ist. Neben der Herrenmannschaft spielen auch die Damenmannschaft und alle Jugendabteilungen von Laufschule bis Junioren in der Eishalle. Das Stadion wird zudem von den Eisstockschützen des SSC Sonthofen sowie von zahlreichen Hobby-Eishockeymannschaften genutzt. Von Oktober bis März steht die Halle mehrmals wöchentlich dem Schul- und Breitensport zur Verfügung.
Die Halle bietet aktuell (Stand: 2020) 2200 Zuschauern Platz, von denen 800 Sitzplätze sind.
Aufgrund des Alters des Stadions investiert die Stadt Sonthofen und der ERC Sonthofen seit nun mehreren Jahren immer wieder in den Erhalt der Halle. So wurden in den letzten Jahren die Kabinen, die Stadiongaststätte, die Banden sowie die von der Haupttribüne aus gesehen rechte Tribüne, auf der die Fanclubs des ERC beheimatet sind, grundlegend renoviert.